# 모닝 (잡지)
《모닝》(モーニング 모닌구[*])은 고단샤가 발행하는 일본의 주간 청년 만화 잡지이다. 1982년에 《코믹 모닝(コミックモーニング 고밋쿠 모닌구[*])》으로 창간되었다. 매주 목요일에 발행된다.

## 주요 작품
| Title              | Author / Artist | Premiered |
| ------------------ | --------------- | --------- |
| 아빠는 요리사      |                 |           |
| 시마 과장          |                 |           |
| OL 진화론          |                 |           |
| 코우노도리         |                 |           |
| 신의 물방울        |                 |           |
| 자이언트 킬링      |                 |           |
| 어제 뭐 먹었어?    |                 |           |
| 천재 유교수의 생활 |                 |           |
| 피아노의 숲        |                 |           |
| 배가본드           |                 |           |